# Massalengo
Massalengo là một đô thị ở tỉnh Lodi trong vùng Lombardia của Italia, cách khoảng 25 km về phía đông nam của Milano và khoảng 8 km west of Lodi. Tại thời điểm 31 tháng 12 năm 2004, đô thị này có dân số 3.320 người và diện tích là 8,5 km².
Massalengo giáp các đô thị: San Martino in Strada, Cornegliano Laudense, Pieve Fissiraga, Ossago Lodigiano, Villanova del Sillaro.